# Раймунд VI (граф Тулузький)
Раймунд VI (*Raymond VI, 27 жовтня 1156 — 2 серпня 1222) — граф Тулузький, маркіз Провансу, герцог Нарбону у 1194—1222 роках. З огляду на виявлення у 1990-х роках двох Раймундів (також існує версія, що це одна особа), нумерація, можливо, змінитися. Тоді Раймунда слід іменувати як «VIII».

## Життєпис

### Молоді роки
Походив з династії Руерг (Раймундідів). Старший син Раймунда V, графа Тулузи, та Констанції Капет. Народився у 1156 році у містечку Сен-Жиль.
У 1172 році одружився зі спадкоємицею графа Менгей. У 1173 році вона успадкувала графство. 1176 року після смерті дружини остаточно став володарем графства Мейгей. Після цього одружився з донькою Раймунда I, віконта Каркассона і Безьє, яка була прихильницею катаризму. Вона мала вплив на Раймунда, який хоча не перейшов до катарів, але почав ставитися до них з повагою. 1189 року розлучився з дружиною, яка приєдналася до білих катарів (на кшталт ченців).

### Перший період панування
1194 року після смерті батька успадкував усі володіння. Продовжив політику попередника, спрямовану на мирні стосунки з Англією, Арагоном, Провансом, з якими було укладено мирні договори ще Раймундом V. 1195 року в Буржі приніс оммаж Філіппу II, королю Франції. Натомість отримав права на абатство Фігеак. 1196 року одружився з сестрою Річарда I, короля Англії, завдяки чому було забезпечено мир на північно-західних кордонах й водночас створено противагу королю Франції. Також остаточно за графом Тулузи закріплено графства Кверсі та Ажен. Після 1199 року отримав від нового англійського короля Джона I Арманьяк і Астарак.
У внутрішній політиці намагався підтримати міста, надаючи привілеї комунам лангедокських міст. Це з одного боку поліпшило стосунки з містами, з другого — послабило авторитет графа. Вступив у конфлікт з впливовим абатством Сен-Жиль. 1198 року підтримав обрання папою римським Іннокентія III. 1199 року його третя дружина пішла в монастир. 1201 року отримав звернення щодо боротьби з катарами, але ніяк на нього не прореагував.
Разом з тим в його володіннях поширювалася єресь катарів. Спроби католицьких прелатів протистояти катарам у диспутах виявилися невдалими. Сам Раймунд VI та знать Лангедоку терпимо ставилася до катарів. 1203 року прелати графства намагалися отримати від Папського престолу автонономію. 1204 року одружився з донькою короля Арагону, що зміцнило становище Тулузького графа.
У 1208 році папа римський Іннокентій III спрямував до Тулузи свого легата П'єра де Кастельно. Останній на шляху до столиці графства побував у великих містах, де намагався дискутувати з представниками катарів, проте не був достатньо переконаним для інших слухачів. Навіть лангедокські католики не бажали виступати проти катарів. У Тулузі де Кастельно образив Раймунда VI та виїхав з Тулузи. Не бажаючи пробачати образу свого сеньйора, один з васалів Тулузького графа наздогнав папського легата та вбив його. Висловлюється думка, що це було провокацією: або де Кастельно образив графа, щоб дати привід для війни проти Тулузи, або розрахунок Іннокентія III був на те, що його посланцю буде нанесено образи чи каліцтво. Так чи так, вбивство папського легата посприяло ворогам катарів та Раймунда VI. Папа римський відлучив останнього від церкви та оголосив хрестовий похід проти катарів.

### Спротив хрестоносцям
У 1209 році біля Ліону зібралися французькі феодали, серед яких найпотужнішими були герцог Бургундський та граф Неверський, а також дрібні сеньйори Іль-де-Франса. Перед потужною загрозою, не маючи волі збройно протидіяти ворогам, Раймунд VI змирився перед Іннокентієм III, який зняв анафему. При цьому граф Тулузи не надав підтримки ані катарам, ані хрестоносцям.
Після того як протягом 1209—1210 років було сплюндровано значні частини герцога Нарбонського, пограбовано Безьє й захоплено потужну фортецю Каркассон, віконта якого Раймунд-Рожера було підступно схоплено й вбито, Раймунд VI наважився розпочати спротив. За це у 1211 році на місцевому соборі в Монпельє графа Тулузи знову відлучили від церкви. Того ж року хрестоносці на чолі із Симоном де Монфором захопили Тулузу, а Раймунд VI втік до шварґа Джона I, короля Англії. В свою чергу на бік хрестоносців перейшов брат графа — Балдуїн, віконт Лотрек.
1212 року розробив план замирення, за яким він мав зректися влади на користь сина Раймунда. Поручителям в цьому виступав Педро II, короля Арагону. Проте цей план було відкинуто Папським престолом. У 1213 році у битві при Мюре тулузько-арагонські війська зазнали нищівної поразки від хрестоносців на чолі із Симоном де Монфором. В результаті цього було втрачено Тулузу. 1215 року вдалося захопити брата Балдуїна, якого Раймунд VI наказав повісити як зрадника.
У 1215 році відбувся IV Латеранський собор, на якому папа римський, незважаючи на спробу Раймунда VI виправдатися, позбавив Раймундна VI його доменів, передавши їх Симону де Монфору, за винятком північної частини графства Тулузького, поставленої під секвестр для сина поваленого графа, молодого Раймунда. Французький король Філіпп II Август схвалив рішення собору і на асамблеї в Мелені в квітні 1216 року прийняв оммаж Симона де Монфора за завойовані землі.
З Риму у 1216 році Раймунд VI прибув до Генуї, а потім — Марселя. Слідом за цим перебрався до королівства Арагон, звідки підтримував повстання знаті та міст проти хрестоносців. У 1217 році з військом рушив до Тулузи, яке відкрило місто своєму графу. В свою чергу Симон де Монфор взяв в облогу Тулузу, проте загинув у червні 1218 року.
Після цього проти Раймунда VI виступив Аморі де Монфор, якого визнав новим графом французький король, надавши допоміжні війська. Протягом 1219 року вдалося більшу частину володінь, вбивши Гі де Монфора. Боротьба не припинилася після смерті графа 1222 року.
Внаслідок війни Лангедоку було завдано потужного економічного удару. Боротьбу і владу перебрав син Раймунд VII.

## Родина
1 Дружина — Ерменсінда, донька Бернарда IV, граф Мейгей
Діти: не було
2 Дружина — Беастріса, донька Раймунда I Тренкавеля, віконта Каркассона і Безьє
Діти:
- Констанція (1180—1260), дружина: 1) Санчо VII, короля Наварри; 2) П'єро Бермунд II, графа Савойського

3. Дружина — Джоан, донька Генріха II Плантагенета, короля Англії
Діти:
- Раймунд (1197—1249), граф Тулузький
- Жанна (1198—1255), дружина Бернарда II де ла Тура

4. Дружина — Дамсел, донька Ісаака Комніна, імператора Кіпру
Діти: не було
5. Дружина — Елеанор, донька Альфонсо II, короля Арагону